# 공신
공신(功臣)은 나라에 공이 있는 자에게 군주가 등수를 내려 매기는 작호이다.

## 고려의 공신

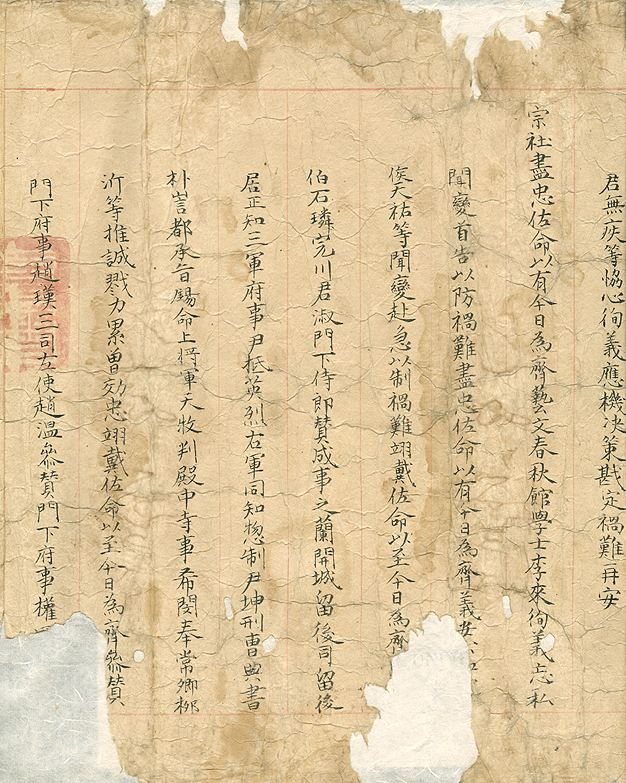
마천목 좌명공신녹권(馬天牧佐命功臣錄券)

기록이 처음 등장한 것은 고려의 개국공신이다. 왕건이 고려를 개국한 후 4인을 1등공신에 봉했고 고려 태조때 삼한통일에 공이 있는 자에게 삼한공신의 작호를 내렸다. 또한 삼한공신이 널리 퍼져 고려시대에 공신은 모두 삼한공신을 지칭하는 말로 퍼졌다. 고려 현종 때에 강감찬 등 5인에게 거란토벌의 공으로 공신칭호를 내리며 이때부터 공신에게 토지와 노비를 내리는 제도가 상례화되었다. 무신정권 후에는 당사자에게만 주던 공신호를 조부나 자제에게까지 추증하는 관례가 생겼다. 최충헌의 부친과 동생에게 공신작호를 내려준 것이 그 예이다. 공신의 자손에게 특권을 내리는 상례와 군현을 올려주는 상례도 도입되었다. 충렬왕 시대에는 소수인원만 공신에 봉하다가 일시에 많은 인원을 공신에 봉하게 되었다.

## 조선의 공신
공신은 조선시대에도 책봉이 되었으며 개국공신부터 시작하여 왕자의 난 등의 공신들에게 공신작호를 내리기도 했다. 또한 계유정난에 정난공신을, 중종반정과 인조반정 등에서는 반정공신을 봉했다. 고려와 다른 점은 고려시대에는 일반적인 시기에도 공신을 봉하였으나 조선시대에는 정난이나 반정 등 정치적 사건에 공을 세운자들에게만 봉해지고 종친과 외척이 고려보다 더욱 공신에 많이 책봉되었다.

## 원종공신
고려와 조선에서는 정공신과는 별도로 원종공신을 책록하였다. 정공신(正功臣) 또는 친공신(親功臣)은 공적에 따라 1등 공신, 2등 공신, 3등 공신으로 구분하여 책봉 칭호와 혜택에 차등을 두었으며, 이러한 공신보다 공로가 작은 사람들을 원종공신으로 책록하는데, 정공신 주변 사람들과 정공신 도운 사람들이 대거 포함되어 그 규모가 수백 명에서 수천 명에 달하였다. 원래 명칭은 원종공신(元從功臣)이었으나, 명나라 태조 주원장(朱元章)의 이름에 들어가는 원(元) 글자를 피해서 원종공신(原從功臣)으로 변경하였다.

## 같이 보기
- 원종공신